# آلکوک
آلکوک (به کردی: ئاڵه‌کۆک؛ به‌معنایِ برگ‌سبز یا گل‌پامچال)؛ اولین دیوان اشعارِ چاپ‌شدهٔ شاعر کرد عبدالرحمان شرفکندی (هژار) است که برای اولین‌بار در سال ۱۳۲۵ خورشیدی برابر با ۱۹۴۵ م. در تبریز و توسط «روابط فرهنگی ایران و روس (شوروی)» به چاپ رسید. این کتاب در سال ۲۰۰۱ م. در اربیل تجدید چاپ شد.
اشعار منتشره در این کتاب، مربوط زمانی است که هژار عضو جمعیت ژ-کاف (احیای کرد) بوده‌است. این کتاب زبان‌های آذری، ارمنی و بخشی از آن به زبان روسی ترجمه شده‌است.